# Estadio Julio Humberto Grondona
El Estadio Julio Humberto Grondona es un recinto deportivo propiedad del Arsenal Fútbol Club, ubicado en la ciudad bonaerense de Sarandí, Argentina. Se sitúa en la calle Julio Humberto Grondona 3660, en el partido de Avellaneda. Fue inaugurado el 7 de agosto de 2004 y tiene una capacidad para 18.500 espectadores.

## Historia
El primer estadio de Arsenal Fútbol Club se comenzó a construir el 11 de octubre de 1962, y se inauguró el 22 de agosto de 1964. Contaba con una tribuna de 70 metros de largo y 15 escalones de alto que fue comprada al Club Atlético Banfield, mientras que la platea se construyó con ayuda de todos los socios.
Su capacidad era de 5900 espectadores.
En el año 2001 se le construyó una tribuna lateral de cemento. Tras el ascenso a la Primera División de Argentina, el estadio fue completamente remodelado, ya que en el medio del partido final ante Club Gimnasia y Esgrima (Concepción del Uruguay), el alambrado de la tribuna local se desplomó sobre la propia tribuna, al estar subidos una numerosa cantidad de hinchas. Algo muy parecido ocurrió en el sector de transmisión y la platea, la cual se partió en dos partes antes del inicio del partido final.
La inauguración del nuevo estadio fue el 7 de agosto de 2004, con una fiesta para los socios e hinchas. Pero la inauguración oficial fue el 10 de agosto, con motivo del partido ante el Club Atlético Banfield por la Copa Sudamericana 2004.

## Eventos Deportivos

### Copa Argentina 2011/12
| Fecha               | Fase             | Equipo |                                         | Resultado |                                      | Equipo             |
| ------------------- | ---------------- | ------ | --------------------------------------- | --------- | ------------------------------------ | ------------------ |
| 11 de abril de 2012 | Octavos de final | Tigre  | Bandera de la Provincia de Buenos Aires | 1 - 0     | Bandera de la Ciudad de Buenos Aires | Argentinos Juniors |

### Copa Argentina 2012/13
| Fecha                 | Fase                      | Equipo         |                                         | Resultado     |                                         | Equipo                   |
| --------------------- | ------------------------- | -------------- | --------------------------------------- | ------------- | --------------------------------------- | ------------------------ |
| 21 de febrero de 2013 | Veinticuatroavos de final | Olimpo         | Bandera de la Provincia de Buenos Aires | 2 - 1         | Bandera de la Provincia del Chubut      | Guillermo Brown          |
| 21 de marzo de 2013   | Veinticuatroavos de final | Lanús          | Bandera de la Provincia de Buenos Aires | 1 - 0         | Bandera de la Provincia de Buenos Aires | UAI Urquiza              |
| 14 de mayo de 2013    | Octavos de final          | Tristán Suárez | Bandera de la Provincia de Buenos Aires | (3) 0 - 0 (4) | Bandera de la Provincia de Entre Ríos   | Gimnasia y Esgrima (CdU) |

### Copa Argentina 2013/14
| Fecha                | Fase                   | Equipo            |                                         | Resultado     |                                       | Equipo                   |
| -------------------- | ---------------------- | ----------------- | --------------------------------------- | ------------- | ------------------------------------- | ------------------------ |
| 2 de abril de 2014   | Fase Final I           | Crucero del Norte | Bandera de la Provincia de Misiones     | 2 - 0         | Bandera de la Provincia de Entre Ríos | Gimnasia y Esgrima (CdU) |
| 7 de mayo de 2014    | Fase Final II          | Huracán           | Bandera de la Ciudad de Buenos Aires    | (5) 2 - 2 (4) | Bandera de la Provincia de Misiones   | Crucero del Norte        |
| 27 de julio de 2014  | Dieciseisavos de final | Lanús             | Bandera de la Provincia de Buenos Aires | 0 - 1         | Bandera de la Provincia de Santa Fe   | Colón                    |
| 19 de agosto de 2014 | Octavos de final       | Estudiantes (BA)  | Bandera de la Provincia de Buenos Aires | 1 - 0         | Bandera de la Provincia de Córdoba    | Instituto                |

### Copa Argentina 2014/15
| Fecha                   | Fase                     | Equipo             |                                         | Resultado     |                                         | Equipo             |
| ----------------------- | ------------------------ | ------------------ | --------------------------------------- | ------------- | --------------------------------------- | ------------------ |
| 19 de marzo de 2015     | Treintaidosavos de final | Temperley          | Bandera de la Provincia de Buenos Aires | (2) 1 - 1 (0) | Bandera de la Provincia de Entre Ríos   | Patronato          |
| 20 de mayo de 2015      | Treintaidosavos de final | Ferro Carril Oeste | Bandera de la Ciudad de Buenos Aires    | (5) 1 - 1 (3) | Bandera de la Provincia de Corrientes   | Boca Unidos        |
| 4 de junio de 2015      | Treintaidosavos de final | Estudiantes (LP)   | Bandera de la Provincia de Buenos Aires | 2 - 1         | Bandera de la Provincia de Buenos Aires | Ramón Santamarina  |
| 21 de julio de 2015     | Dieciseisavos de final   | Chacarita Juniors  | Bandera de la Provincia de Buenos Aires | 2 - 1         | Bandera de la Ciudad de Buenos Aires    | All Boys           |
| 5 de agosto de 2015     | Dieciseisavos de final   | Ferro Carril Oeste | Bandera de la Ciudad de Buenos Aires    | (4) 3 - 3 (1) | Bandera de la Provincia de Buenos Aires | Los Andes          |
| 20 de agosto de 2015    | Octavos de final         | Chacarita Juniors  | Bandera de la Provincia de Buenos Aires | 0 - 1         | Bandera de la Provincia de Buenos Aires | Defensa y Justicia |
| 9 de septiembre de 2015 | Cuartos de final         | Lanús              | Bandera de la Ciudad de Buenos Aires    | (4) 1 - 1 (2) | Bandera de la Ciudad de Buenos Aires    | Vélez Sarsfield    |

### Copa Argentina 2015/16
| Fecha                   | Fase                     | Equipo                  |                                         | Resultado     |                                         | Equipo                      |
| ----------------------- | ------------------------ | ----------------------- | --------------------------------------- | ------------- | --------------------------------------- | --------------------------- |
| 4 de mayo de 2016       | Treintaidosavos de final | Colón                   | Bandera de la Provincia de Santa Fe     | 0 - 1         | Bandera de la Provincia de Buenos Aires | Almagro                     |
| 18 de mayo de 2016      | Treintaidosavos de final | Gimnasia y Esgrima (LP) | Bandera de la Provincia de Buenos Aires | 2 - 1         | Bandera de la Provincia del Chubut      | Deportivo Madryn            |
| 26 de mayo de 2016      | Treintaidosavos de final | Banfield                | Bandera de la Provincia de Buenos Aires | 1 - 0         | Bandera de la Provincia de Buenos Aires | Defensores de Belgrano (VR) |
| 1 de junio de 2016      | Treintaidosavos de final | Olimpo                  | Bandera de la Provincia de Buenos Aires | (3) 1 - 1 (1) | Bandera de la Provincia de Jujuy        | Gimnasia y Esgrima (J)      |
| 23 de junio de 2016     | Treintaidosavos de final | Crucero del Norte       | Bandera de la Provincia de Misiones     | (1) 0 - 0 (3) | Bandera de la Provincia de Entre Ríos   | Juventud Unida              |
| 19 de julio de 2016     | Treintaidosavos de final | Godoy Cruz              | Bandera de la Provincia de Mendoza      | 2 - 0         | Bandera de la Provincia de Buenos Aires | Estudiantes (BA)            |
| 25 de julio de 2016     | Treintaidosavos de final | Sarmiento               | Bandera de la Provincia de Buenos Aires | 1 - 2         | Bandera de la Provincia de Buenos Aires | Los Andes                   |
| 2 de agosto de 2016     | Dieciseisavos de final   | Lanús                   | Bandera de la Provincia de Buenos Aires | 2 - 0         | Bandera de la Provincia de Entre Ríos   | Patronato                   |
| 7 de agosto de 2016     | Dieciseisavos de final   | Banfield                | Bandera de la Provincia de Buenos Aires | 0 - 1         | Bandera de la Provincia de Mendoza      | Godoy Cruz                  |
| 16 de agosto de 2016    | Dieciseisavos de final   | Juventud Unida          | Bandera de la Provincia de Entre Ríos   | (4) 1 - 1 (3) | Bandera de la Ciudad de Buenos Aires    | Vélez Sarsfield             |
| 31 de agosto de 2016    | Dieciseisavos de final   | Deportivo Laferrere     | Bandera de la Provincia de Buenos Aires | (3) 1 - 1 (4) | Bandera de la Provincia de Buenos Aires | Almagro                     |
| 3 de septiembre de 2016 | Octavos de final         | Unión                   | Bandera de la Provincia de Santa Fe     | (5) 0 - 0 (4) | Bandera de la Provincia de Buenos Aires | Estudiantes (LP)            |

### Copa Argentina 2016/17
| Fecha                   | Fase                     | Equipo              |                                         | Resultado     |                                         | Equipo                 |
| ----------------------- | ------------------------ | ------------------- | --------------------------------------- | ------------- | --------------------------------------- | ---------------------- |
| 9 de mayo de 2017       | Treintaidosavos de final | Tigre               | Bandera de la Provincia de Buenos Aires | (1) 2 - 2 (3) | Bandera de la Ciudad de Buenos Aires    | Deportivo Riestra      |
| 7 de junio de 2017      | Treintaidosavos de final | Atlético de Rafaela | Bandera de la Provincia de Santa Fe     | 1 - 0         | Bandera de la Provincia de Buenos Aires | Almagro                |
| 12 de junio de 2017     | Treintaidosavos de final | San Martín (SJ)     | Bandera de la Provincia de San Juan     | 0 - 3         | Bandera de la Ciudad de Buenos Aires    | Atlanta                |
| 13 de junio de 2017     | Treintaidosavos de final | Godoy Cruz          | Bandera de la Provincia de Mendoza      | 3 - 0         | Bandera de la Provincia de Buenos Aires | Santamarina            |
| 16 de agosto de 2017    | Dieciseisavos de final   | Lanús               | Bandera de la Provincia de Buenos Aires | 1 - 2         | Bandera de la Provincia de Santa Fe     | Unión (SF)             |
| 4 de septiembre de 2017 | Dieciseisavos de final   | Aldosivi            | Bandera de la Provincia de Buenos Aires | 0 - 1         | Bandera de la Ciudad de Buenos Aires    | Vélez Sarsfield        |
| 6 de septiembre de 2017 | Dieciseisavos de final   | Sarmiento (J)       | Bandera de la Provincia de Buenos Aires | 3 - 1         | Bandera de la Ciudad de Buenos Aires    | Sacachispas            |
| 4 de octubre de 2017    | Octavos de final         | Olimpo              | Bandera de la Provincia de Buenos Aires | 3 - 2         | Bandera de la Provincia de Mendoza      | Gimnasia y Esgrima (M) |

### Primera B Nacional 2017-18 (Desempate)
| Fecha                     | Fase  | Equipo   |                                         | Resultado |                                         | Equipo  |
| ------------------------- | ----- | -------- | --------------------------------------- | --------- | --------------------------------------- | ------- |
| Viernes 4 de mayo de 2018 | Final | Aldosivi | Bandera de la Provincia de Buenos Aires | 3 - 1     | Bandera de la Provincia de Buenos Aires | Almagro |

### Primera C 2018-19 (Desempate Descenso)
| Fecha                     | Fase      | Equipo      |                                         | Resultado |                                         | Equipo            |
| ------------------------- | --------- | ----------- | --------------------------------------- | --------- | --------------------------------------- | ----------------- |
| Jueves 23 de mayo de 2019 | Desempate | Berazategui | Bandera de la Provincia de Buenos Aires | 2 - 0     | Bandera de la Provincia de Buenos Aires | Sportivo Barracas |

### Torneo Federal A 2021 (Final)
| Fecha                         | Fase  | Equipo           |                                    | Resultado |                                    | Equipo               |
| ----------------------------- | ----- | ---------------- | ---------------------------------- | --------- | ---------------------------------- | -------------------- |
| Jueves 4 de noviembre de 2021 | Final | Deportivo Madryn | Bandera de la Provincia del Chubut | 1 - 0     | Bandera de la Provincia de Córdoba | Club Atlético Racing |

### Repechaje clasificatorio para laCopa Mundial Femenina de Fútbol de 2019
| 8 de noviembre de 2018 | Argentina                                                    | 4:0 (2:0) | Panamá | Estadio El Viaducto, Sarandí, Argentina |                        |
| 19:00 (UTC-3)          | Larroquette 20' · Stabile 26' 90+7' (pen.) · Rodríguez 90+4' | Reporte   |        | Árbitra: Jana Adámková                  | Árbitra: Jana Adámková |